# Marbury
Marbury is een plaats en civil parish in het bestuurlijke gebied Cheshire East, in het Engelse graafschap Cheshire met 244 inwoners.